# Valentín Bellvís de Moncada y Pizarro (obraz Agustína Esteve)
Valentín Bellvís de Moncada y Pizarro – obraz olejny hiszpańskiego malarza Agustína Esteve. Portret przedstawiający arystokratę Valentína Bellvís de Moncada y Pizarro znajduje się w prywatnej kolekcji spadkobierców portretowanego.
Valentín Bellvís de Moncada y Pizarro (1762–1823) urodził się i wychował w Madrycie, chociaż jego rodzina pochodziła z Katalonii. Był drugim synem Pascuala Bellvísa de Moncady e Ibáñeza de Mendozy (1727–1781), III markiza de Bélgida i XV markiza de Mondéjar oraz Florencii Pizarro Piccolimini de Aragón (1727–1794), markizy de San Juan de Piedras Albas. Poświęcił się karierze wojskowej, dowodził brygadą piechoty w kampanii pod Roussillon w latach 1793–1795. W 1795 roku ożenił się z Maríą de las Mercedes Rojas y Tello, markizą de Villanueva de Duero, z którą miał córkę. W czasie wojny niepodległościowej został mianowany kapitanem generałem Grenady, a król Ferdynand VII nagrodził go za zasługi w 1814 roku, mianując go kapitanem generałem Nowej Kastylii. W 1819 roku otrzymał Order Złotego Runa. Zmarł w Madrycie 29 grudnia 1823 roku.
Agustín Esteve namalował kilka obrazów dla rodziny Bellvísa, m.in. całopostaciowy portret jego siostry Maríi Concepción w 1796 roku. Prawdopodobnie namalował portrety Bellvísa i jego żony z okazji ich ślubu w 1795 roku. Atrybucja portretu żony nie jest pewna, został zniszczony w czasie hiszpańskiej wojny domowej, zachowały się jedynie fragmenty.